# 積普·希基斯
約瑟夫·"積普"·希基斯（德語：Josef "Jupp" Heynckes，1945年5月9日—），是一名德國足球隊退役足球領隊及運動員。作為一名球員，希基斯是屬於多產的前鋒。他的足球生涯主要為慕遜加柏效力，協助球隊贏得四次聯賽冠軍、一次德國足協杯和一次。希基斯亦代表德國贏得1972年歐洲國家盃和1974年世界盃。

教練生涯中，曾執教最知名的球隊主要為慕遜加柏、拜仁慕尼黑和皇家馬德里等球會。在他第一次任教拜仁慕尼黑期間帶領球隊贏得了兩次德甲冠軍，而在他任教皇家馬德里期間則贏得1997/98球季的歐冠冠軍，而在他第三次任教拜仁慕尼黑期間則帶隊獲得了2012/13賽季歐冠冠軍，從而成為第四位帶領兩支不同球隊獲此榮譽的主教練，拜仁最終获得当年五冠王，而海因克斯本人則毫無意外的获得2013年国际足联颁布的最佳男足教练。

他的偶像是匈牙利傳奇球星普斯卡斯，後者在1954年世界杯的精彩表現是讓海因克斯選擇擔任前鋒的原因（即使當時匈牙利是西德在決賽的對手）。另外，由於每當他一激動時，臉就會迅速變紅，因此他在德國有一個非常知名的外號：「欧司朗」（德国照明厂商）。

## 球員生涯

### 俱乐部
希基斯合共在德甲上陣了385場和攻入220球，是德甲聯賽入球量目前為止第四高的球員，僅次於梅拿（365）、克勞斯·費舍爾（268）和萊萬多夫斯基（227）。
他和内策爾早在加入門興格拉德巴赫之前便是好友，青年時期的兩人常一同搭火車前往俱樂部的訓練營，隨後內策爾先拿到駕照，便改由他開車載著海因克斯一同往返。1963年，兩人正式加入當時還在德乙的門興一隊，展開其足球生涯。1965年，在主教练亨内斯·魏斯魏勒的带领下，球會升班至德甲，希基斯在该赛季出场25次打入23球。
1965年8月，在对阵柏林塔斯马尼亚1900体育俱乐部的比赛中，海因克斯攻入了自己在德甲联赛中的处子球，并梅开二度。在为门兴格拉德巴赫效力的两个赛季中，海因克斯贡献了27个联赛进球。
希基斯在门兴格拉德巴赫待了兩年後轉投了漢諾威。在汉诺威的三年中，海因克斯在联赛中出场86次打入25球。
1970年，希基斯重返慕遜加柏。在该赛季，海因克斯在33场比赛中打入19球，帮助门兴格拉德巴赫在1970-71赛季成为首支卫冕德甲联赛冠军的俱乐部。
1971-72赛季，海因克斯在冠军杯7-1大胜国际米兰的比赛中梅开二度。然而，由于观众向球场内掷入的饮料罐砸中了国际米兰球员罗伯托·博宁塞尼亚，两只球队被迫重赛。在重赛中，两支球队打成0-0，门兴格拉德巴赫以2-4的总比分被淘汰。
1973年，门兴格拉德巴赫在欧洲足协杯半决赛中以5-1的总比分淘汰了特温特，成为首支进入欧洲足协杯决赛的德国球会。在决赛首回合中，门兴格拉德巴赫客场0-3不敌利物浦。在比赛中，海因克斯主罚的点球被基文斯扑出。回到主场后，海因克斯梅开二度，帮助球队以2-0的比分取胜。最终利物浦以3-2的总比分夺得了冠军。海因克斯在欧洲足协杯中打入12球，与特温特的Jan Jeuring并列排在射手榜首位。在国内赛场，门兴格拉德巴赫在德国足协杯的决赛中战胜科隆，夺得冠军。
1973-74赛季，海因克斯在德甲联赛中攻入30球，与盖德·穆勒并列排在射手榜首位。门兴格拉德巴赫在联赛中排名第二，而穆勒所在的拜仁慕尼黑则夺得了德甲三连冠。同时，海因克斯也以8个进球成为了该赛季欧洲优胜者杯的最佳射手。在这项赛事中，门兴格拉德巴赫在半决赛中以1-2的总比分被米兰淘汰。
1974-75赛季，门兴夺得了队史第三座德甲联赛冠军奖杯，海因克斯也以27球独得联赛最佳射手。在欧战赛场上，门兴格拉德巴赫夺得了队史首座欧洲足协杯冠军奖杯。在决赛首回合中，门兴在主场与特温特以0-0的比分握手言和，海因克斯错过了首回合主场的比赛，但在恩斯赫德进行的次回合较量中，海因克斯上演帽子戏法，帮助球队在客场5-1取胜。这场胜利使门兴格拉德巴赫成为第一支获得欧洲足协杯的德国球队，海因克斯也以10个进球再次成为赛事最佳射手。海因克斯总共在欧洲足协杯中出场21次攻入23球，在欧洲足协杯历史射手榜上排名第九，同时他也是前十名中唯一一位场均进球数超过1个的球员。
在重夺德甲联赛冠军后，魏斯魏勒离开了门兴，开始执教巴塞罗那。乌多·拉特克成为球队新任主教练，在他的影响下，海因克斯之后也成为了足球教练。在1975-76和1976-77赛季，门兴格拉德巴赫连续夺得德甲联赛冠军，追平了拜仁在70年代德甲三连冠的壮举。在1977年，门兴第一次闯入冠军杯的决赛。在之前一个赛季，海因克斯在冠军杯中以6个进球成为最佳射手。在1976-77赛季的冠军杯中，海因克斯的效率有所下降，仅在对阵奥地利维也纳的第一轮比赛中攻入1球。在决赛中，门兴在罗马奥林匹克体育场以1-3的比分再次输给了利物浦。
1977-78赛季，海因克斯在德甲联赛中攻入18球，在赛季最后一天门兴12-0战胜多特蒙德的比赛中，海因克斯独中五元。然而，门兴却未能连续第四次夺得冠军。由于科隆在最后一轮比赛中以5-0战胜圣保利，他们以净胜球的优势力压门兴夺得了联赛冠军。在1977-78赛季的冠军杯中，海因克斯攻入4球，门兴在半决赛中再次输给了利物浦。在欧战比赛中，海因克斯总共出场64次攻入51球，场均0.8球的进球率仅次于盖德·穆勒（0.89球）。
1978年，海因克斯退役，并在科隆体育学院攻读教练资格证书。在俱乐部生涯中，海因克斯夺得4次德甲联赛冠军，1次德国足协杯冠军以及1次欧洲足协杯冠军。他是德甲联赛历史第三射手，同时也是门兴格拉德巴赫队史最佳射手。

### 國家隊
希基斯合計共代表德國隊上陣了39場及攻入14球。即使在俱樂部成績傲人，但由於在中鋒這個位置的競爭對手是穆勒，他在國家隊的時間大部分是左邊鋒或右邊鋒，但在這個位置上大部分時間還是只能分別擔任霍爾岑拜因以及格拉博夫斯基的替補，所以海因克斯生平唯一一次在大賽中做為主力先發是在1972年歐洲國家盃：因為格拉博夫斯基在資格賽中受了傷。他並沒有放掉這次的機會，他在右路的威脅是穆勒不斷進球的動力，尤其在決賽中內策爾－克雷默斯－海因克斯這個門興格拉德巴赫三人主導的快速轉傳，更是讓蘇聯防線完全崩盤的關鍵。希基斯原先以先發左邊鋒的身分參與1974年世界盃，不過海因克斯－穆勒－格拉博夫斯基這組三箭頭只一同出場大約一場半的小組賽事後，顯然比較適應左路的霍爾岑拜因被正式確定為先發並取代掉了海因克斯，帶著小傷勢上陣的海因克斯最後只能在板凳上看著球隊奪冠。近40年後，在以三冠王教練身分受訪時，他坦言在1974世界杯被撤換是他球員生涯中最大的失落。

## 領隊生涯
球員生涯完結後，希基斯留在慕遜加柏並出任領隊達8年。1987年至1991年間，他執教了拜仁慕尼黑，並贏得了1989年和1990年的聯賽冠軍，然而隨後成績下滑，最後一季（91-92）更是一度有保級危機，隨後遭到解雇。
隨後，他首次離開德甲，執教西甲的畢爾包，他帶領這支已經沒落的前西甲霸主重返歐洲足總杯，也是他在國際知名度大幅上升的開端。
1994/95球季，希基斯轉投法蘭克福後與球員東尼·耶保亞、奥科查和毛里齐奥·高迪诺發生衝突，導致他們最終離球會，法蘭克福亦在當季降班收場。
其後，希基斯輾轉執教過特內里費和皇家馬德里等球會。1998年，他帶領皇家馬德里贏得歐冠冠軍。然而，由於在國內聯賽成績不佳，季末並沒有獲得續約，他因此轉投了賓菲加出任領隊。
2003/04球季，希基斯重返德國執教史浩克04。2004年9月，希基斯離開球會。
2006年5月，希基斯成為慕遜加柏的領隊。2007年1月31日，他在慕遜加柏連續十四場不勝並且跌落至第17位後宣佈辭職。
2009年4月27日，由於原拜仁慕尼黑領隊奇連士文遭會方解僱，希基斯受命出任了拜仁慕尼黑的代理領隊，由第三名一路前衝，最後以兩分之差惜敗於狼堡。
2009年6月5日，希基斯並任命為利華古遜的領隊。
2011年3月25日，海因克斯与拜仁签订为期2年的合约，直到2013年6月终结，这是海因克斯第三次执教拜仁。重返拜仁的第一個球季，球隊拿下了令人尷尬的三亞王，然而，12-13球季拜仁勢不可擋，刷新了德甲多項記錄，2013年1月16日他正式通知俱乐部高层届时将不再续约，决定將在夏天离开拜仁后退休，最後成功達成了德國史上第一次的三冠王。17-18球季，拜仁時任的義大利教練安切洛蒂在德甲落後且歐冠小組賽0-3慘敗後遭到解職，海因克斯在拜仁高層的請求下同意出山救火，拜仁在海因克斯的指導下迅速找回狀況，以21分的巨大分差完成德甲六連霸，海因克斯就此成為德甲史上最年長的冠軍教頭；雖然同賽季的德國杯和歐冠則是分別於決賽及準決賽敗北，沒能多帶回其他獎杯，但已是令人十分滿意的成績單。雖然拜仁高層（主要是海因克斯的好友赫內斯）在球季後半段多次在公開場合明示暗示，希望他能續約至高層找到適合人選，但老教練去意堅決，在季末再次退休，在拜仁七個多的球季留下353戰232勝的傑出成績。

## 數據

### 球員
| 年期            | 球會     | 上陣和入球 | 榮譽                                    | 國家隊上陣 |
| --------------- | -------- | ---------- | --------------------------------------- | ---------- |
| 1966-67 1970-78 | 慕遜加柏 | 283 / 195  | 冠軍：1971、75、76、77 德國足協杯：1973 | 38         |
| 1967-70         | 漢諾威   | 86 / 25    |                                         | 1          |
| 1967-76         | 德國     | 39 / 14    | 歐洲國家盃：1972 世界盃：1974           | 39         |

### 領隊
| 年期      | 球會       | 榮譽                                               |
| --------- | ---------- | -------------------------------------------------- |
| 1979–87   | 慕遜加柏   |                                                    |
| 1987–91   | 拜仁慕尼黑 | 德甲联赛冠军：1989、1990                           |
| 1992–94   | 畢爾包     |                                                    |
| 1994–95   | 法蘭克福   |                                                    |
| 1996–97   | 特內里費   |                                                    |
| 1997–98   | 皇家馬德里 | 欧冠冠军：1998                                     |
| 1999–00   | 賓菲加     |                                                    |
| 2001–03   | 畢爾包     |                                                    |
| 2003–04   | 史浩克04   |                                                    |
| 2006–07   | 慕遜加柏   |                                                    |
| 2009      | 拜仁慕尼黑 |                                                    |
| 2009–2011 | 勒沃库森   |                                                    |
| 2011–2013 | 拜仁慕尼黑 | 德甲联赛冠军：2013 欧冠冠军：2013 德国杯冠军：2013 |
| 2017-2018 | 拜仁慕尼黑 | 德甲联赛冠军：2018                                 |

## 執教球隊榮譽
拜仁慕尼黑 Bayern Munich
- 德国足球甲级聯賽冠軍：1988/1989、1989/1990、2012/2013、2017/2018
- 德国足协杯冠軍：2012/2013
- 德国超级杯冠軍：1987、1990、2012
- 欧洲冠军联赛冠軍：2012/2013

 皇家马德里
- 西班牙超级盃冠軍﹕1997
- 欧洲冠军联赛冠軍：1997/1998

 沙尔克04
- 欧洲足联国际托托杯冠軍﹕2003、2004

## 外部連結
- Jupp Heynckes （页面存档备份，存于） at eintracht-archiv.de （德語）
- fussballdaten.de：積普·希基斯之統計數據 （德文）
- worldfootball.net：積普·希基斯之統計數據 （英文）
- 積普·希基斯球员信息
- Athletic Bilbao manager profile （页面存档备份，存于）

| 前任： 奧特馬·希斯菲特 | 歐聯冠軍領隊 1998 | 繼任： 亞歷斯·費格遜 |
| 前任： 罗伯托·迪马特奥 | 歐聯冠軍領隊 2013 | 繼任： 卡洛·安切洛蒂 |